# DeKronos - Il demone del tempo
DeKronos - Il demone del tempo è un film del 2005 diretto da Rachel Bryceson Griffiths.
Il film è conosciuto anche con il titolo La clessidra del diavolo.

## Trama
Una setta satanista richiama nel presente una strega vissuta nel '400 per cercare di contattare il diavolo e scoprire in quale dimensione del tempo sia nascosto.